# Самоа на Олімпійських іграх
Самоа брала участь у всіх літніх Олімпійських іграх, починаючи з ігор 1984 року. Усього на Олімпійських іграх країну представляли 66 спортсменами (56 чоловіків та 10 жінок), що брали участь у змаганнях з боксу, боротьби, велоспорту, веслування на байдарках і каное, дзюдо, легкої атлетики, стрільби з лука, важкої атлетики, тхеквондо та плавання. Найбільша делегація представляла країну на Олімпійських іграх 1988 року (11 осіб).
У зимових Олімпійських іграх країна не брала участь. Спортсмени Самоа ніколи не завойовували олімпійських медалей. Найвищий результат на Іграх серед спортсменів даної країни показала Елі Опелоге, яка посіла четверте місце у жіночих змаганнях з важкої атлетики у 2008 року у ваговій категорії понад 75 кілограмів.
Асоціація спорту та національний олімпійський комітет Самоа була створена у 1983 році та того ж року визнана МОК.

## Кількість учасників на літніх Олімпійських іграх
| Вид спорту                      | 1984 | 1988 | 1992 | 1996  | 2000  | 2004  | 2008  | 2012  | 2016  | Всього  |
| ------------------------------- | ---- | ---- | ---- | ----- | ----- | ----- | ----- | ----- | ----- | ------- |
| Бокс                            | 4    | 7    | 3    | 2     | 1     |       | 1     |       |       | 18      |
| Боротьба                        |      | 2    |      |       | 1     |       |       |       |       | 3       |
| Важка атлетика                  | 2    | 1    | 2    | 1     | 1     | 1     | 1 (1) | 2 (1) | 1 (1) | 12 (3)  |
| Велоспорт                       |      |      |      |       | 1 (1) |       |       |       |       | 1 (1)   |
| Веслування на байдарках і каное |      |      |      |       |       |       | 1     | 1     | (1)   | 2 (1)   |
| Дзюдо                           |      |      |      |       | 1     |       |       | 1     | 1     | 3       |
| Легка атлетика                  | 2    | 1    |      | 2 (1) |       | 2 (1) | 2 (1) | 1     | 2     | 12 (3)  |
| Плавання                        |      |      |      |       |       |       |       |       | 1 (1) | 1 (1)   |
| Стрільба з лука                 |      |      |      |       |       |       | 1     | 1 (1) |       | 2 (1)   |
| Тхеквондо                       |      |      |      |       |       |       |       | 2 (1) |       | 2 (1)   |
| Всього спортсменів              | 8    | 11   | 5    | 5 (1) | 5 (1) | 3 (1) | 6 (2) | 8 (2) | 5 (3) | 56 (10) |

- У дужках наведено кількість жінок у складі збірної